# Championnats d'Europe de gymnastique aérobic 2003
Navigation
Édition précédente Édition suivante
Les championnats d'Europe de gymnastique aérobic 2003, troisième édition des championnats d'Europe de gymnastique aérobic, ont eu lieu du 24 au 26 octobre 2003 à Debrecen, en Hongrie.